# Air Changan
Air Changan (cinese semplificato: 长安航空; cinese tradizionale: 長安航空; pinyin: Cháng'ān Hángkōng) è una compagnia aerea domestica cinese. La sua base operativa principale è l'aeroporto Internazionale di Xi'an-Xianyang, che serve diverse città della provincia dello Shaanxi. Inizialmente vettore indipendente, Air Changan si è fusa con Hainan Airlines nel 2000 ed è stata man mano assorbita da quest'ultima. Air Changan ha poi ripreso servizio come compagnia aerea indipendente nel maggio 2016, fornendo voli verso quattro città cinesi con alcuni Boeing 737-800.

## Storia
Al fine di permettere lo sviluppo dell'economia e dell'industria aeronautica locale, nel settembre 1990, il governo provinciale dello Shaanxi e i produttori di aeromobili locali iniziarono a pianificare una compagnia aerea locale che avrebbe operato con tre Xian Y-7. Il 2 marzo 1992, il governo provinciale chiamò la compagnia Air Changan. L'11 aprile 1992, Air Changan venne formalmente fondata, fondendo Dapeng Airlines nella nuova entità. Il 5 gennaio 1993 operò il suo primo volo commerciale, da Xi'an a Yulin. Air Changan passò poi sotto il pieno controllo del solo governo provinciale, dopo che i produttori di aeromobili avevano l'impresa a causa dell'entrata in vigore di nuove normative.
Il 30 agosto 2000, Air Changan è stata acquistata da Hainan Airlines (HNA) e ribattezzata Chang An Airlines. Il 1º luglio 2002 è entrato in funzione il primo Boeing 737 della compagnia. Nell'ottobre 2002, Chang An Airlines, Xinhua Airlines e Shanxi Airlines sono state fuse in Hainan Airlines.
Nel dicembre 2015, il gruppo HNA ha avviato colloqui con il governo provinciale dello Shaanxi in merito al ripristino di Chang An Airlines come vettore indipendente. La compagnia aerea sarebbe tornata al suo obiettivo originale di voli all'interno e in uscita dalla provincia dello Shaanxi. La compagnia ha ripristinato il suo nome originale e ha svelato una nuova livrea. Dopo aver ricevuto il certificato di operatore aereo nell'aprile 2016, Air Changan ha ripreso ad operare come compagnia aerea indipendente il mese successivo, il 9 maggio. Il volo inaugurale è avvenuto da Xi'an a Zhuhai. Durante il tradizionale saluto con l'acqua all'arrivo a Zhuhai, i vigili del fuoco hanno invece spruzzato accidentalmente schiuma; di conseguenza, l'aereo ha dovuto sottoporsi a un controllo di sicurezza e il volo di ritorno è stato cancellato.

## Flotta

### Flotta attuale

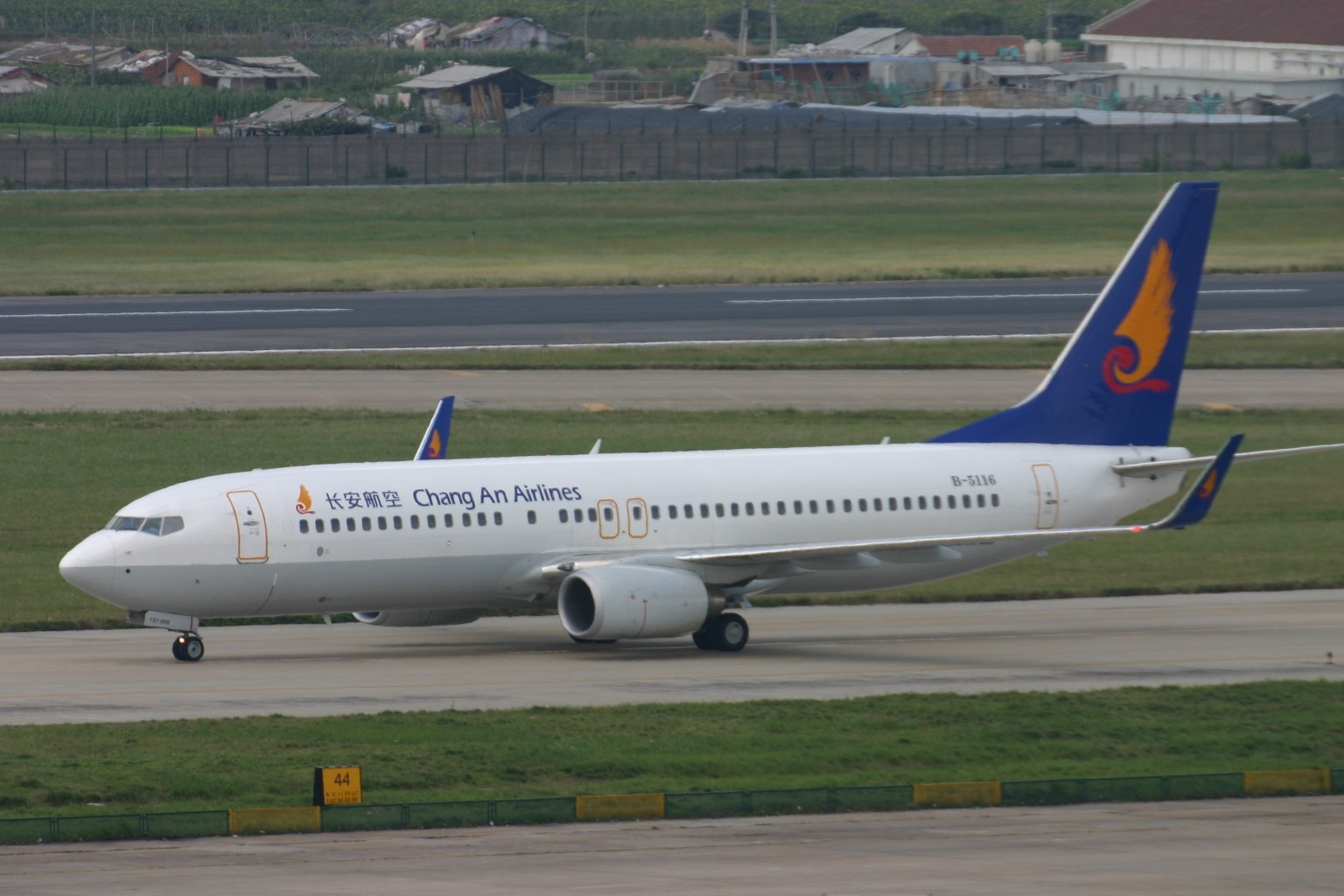
Un Boeing 737-800 nella vecchia livrea.

Ad aprile 2024 la flotta di Air Changan è così composta:

### Flotta storica
Air Changan operava in precedenza con i seguenti aeromobili: